# Alazepam
L'alazepam è un composto organico appartenente alla classe delle 1,4-benzodiazepine contenente un anello aromatico legato all'1,4-azepina (C17H12ClF3N2O), utilizzato come farmaco per trattare l'ansia. Strutturalmente simile al clordiazepossido e al diazepam non risulta più commercializzato negli Stati Uniti.

## Caratteristiche strutturali e fisiche
Si tratta di un composto achirale la cui massa monoisotopica è pari a 352.059025338 Da e contiene 5 accettori di legami a idrogeno. L'area superficiale accessibile risulta pari a 32.7 Å², mentre la collision cross section è pari a 170.9 Å² [M+H]+. Il numero di atomi pesanti è pari a 24 e presenta una singola unità legata attraverso legame covalente.
A temperatura ambiente si presenta in forma solida e l'indice di ritenzione di Kovaz è il seguente:
| Standard apolare                                 | Semistandard apolare |
| ------------------------------------------------ | -------------------- |
| 2292, 2292, 2314, 2335, 2335, 2314, 2335, 2298.6 | 2337.1, 2314, 2276.5 |

## Biochimica
Si lega in maniera non specifica ai recettori delle benzodiazepina BNZ1, che regola il sonno, e BNZ2, che interviene sul rilassamento muscolare, l'attività anticonvulsivante, la coordinazione motoria e la memoria. Dato che i recettori per le benzodiazepine sono associati ai recettori del GABA, è in grado di aumentare l'effetto dell'acido γ-amminobutirrico aumentandone l'affinità con il recettore. Il legame del GABA con il recettore apre il canale anionico selettivo, con conseguente iperpolarizzazione della membrana cellulare che previene un ulteriore eccitamento cellulare.

## Farmacologia e tossicologia

### Farmacocinetica
Il composto viene metabolizzato a livello epatico ed eliminato tramite le urine.

### Effetti del composto e usi clinici
Il farmaco rientra nella categoria dei farmaci beta2-agonisti o beta2-stimolanti, o ancora farmaci simpaticomimetici. Studi clinici dimostrano che l'alazepam rduce i sintomi depressivi e ha un effetto terapeutico nei pazienti affetti da epilessia.

### Tossicologia
La sostanza non viene classificata come cancerogena per l'uomo, ma può dare dipendenza fisica e psicologica. Effetti dell'astinenza dal farmaco includono: ansia, convulsioni e in alcuni casi la morte.

### Controindicazioni ed effetti collaterali
Può causare: biascicamento, disorientamento, atassia e comportamento simile all'abuso di alcool. Tra gli effetti collaterali più comuni troviamo: ipotensione, nausea, xerostomia, confusione, sonnolenza e cefalea.

## Applicazioni
L'alazepam viene utilizzato come:
- ansiolitico
- anticonvulsivante
- sedativo
- miorilasssante